# Хидроелектрана Паунци
Хидроелектрана Паунци једна је од планираних хидроелектрана у систему хидроелектрана на горњој Дрини у Републици Српској, Босна и Херцеговина и Републици Србији, са највећом инсталисаном снагом 43,21 мегавата и очекиваном производњом од 166,9 GWh. На ову хидроелектрану чекало се пуних 50 година, све док на основу Уговор о формирању заједничког предузећа, који предвиђа градњу ХЕ Фоча, ХЕ Паунци и ХЕ Бук Бијела које по снази одговарају блоку 2 у ХЕ Ђердап I, није планирана и реализација овог пројекта. Предвиђено је да укупне инвестиције за изградњу овог објекта износе 125,54 милиоан евра. Изградњу ХЕ Паунци заједно ће финансирати електропривреда Србије и Републике Српске.

## Значај ХЕ Паунци
Значај изградње ХЕ Паунци као чеоне електрана, са становишта величине акумулације, огледа се у томе што би она требало да буде једна од три ноовоизграђене електране у систему хидроелектрана на  горњој  Дрини (узводно од Вишеграда).

## Положај
За коришћење хидроенергетског потенцијала реке Дрине низводно од ХЕ Фоча уз поштовање топографских, геолошких, геотехничких и хидрогеолошких услова, и максимално могуће очување постојеће инфраструктуре и уз максимално коришћење расположивог пада, за профил баријере Паунци одрежен је км 314 + 300, 8км низводно од Фоче (Србиња).

## Географске карактеристике подручја ХЕ Фоча
Река Дрина је десна и највећа притока реке Саве која је у саставу Црноморског слива. Настаје спајањем река Таре и реке Пиве, код Шћепан Поља. Правац њеног тока је од југа ка северу и има доста притока.
Дивља снага Дрине укроћена је бранама и језерима (Вишеградско, Перућац, Зворничко) чиме је нарушена али не и уништена лепота дринских кањона.
Слив
Сливно подручје Дрине обухвата југозападни и западни део Републике Србије, северни део Републике Црне Горе и источни део Републике Српске.
- Површина слива је 19.570 km² (од тога на слив Лима отпада 5.963 km², 1.853 km² на слив Таре и 1.602 km² на слив Пиве).[7]
- Укупна дужина слива је око 500 km.
- Просечна ширина слива је око 100 km.
- на ушћу Дрина је водом најбогатија притока Саве.

Притоке
Веће притоке са леве стране су: Сутјеска, Бистрица, Прача, Дрињача и Јања, а са десне: Ћехотина, Лим, Рзав, Љубовиђа и Јадар.
Падавине у сливу Дрине
Водни режим реке Дрина припада типичним режимима типа снег-киша, са примарним врхунцем водостаја у априлу и секундарним у децембру. Већи део тока протиче кроз планине, док је цео горњи ток у високим планинама Динарида, што доводи до тога да јаке падавине и топљење снега доводе до великих протока.
У горњем делу слива Дрине годишње падавине су 3.000 mm, док су просечно на целом сливу падавине око 1.100 mm.

## Oсновни технички подаци ХЕ Паунци
ХЕ Паунци  је прибранско  акумулационо постројење које се састоји од:
- гравитационе бетонске бране са преливима,
- машинске зграде,
- акумулације.

Бетонска брана
ХЕ Паунци има гравитациону бетонску брану са преливима, и непреливним делом.
- кота круне бране је на  387 m н.м.
- дужина у круни бране је 290 m,
- ширина у круни бране је од 8  m.
- леви гравитациони блок је дужине  53 m,  преливни део се састоји од седам преливних поља ширине по 16,85 m између којих су стубови,а десни гравитациони део 43 m.
- кота нормалног успора КНУ = 386 m н.м.

Машинска зграда
У машинској згради смештена су 3 агрегата. Турбине су цевне.
Два су димензионисана за инсталисани протицај по 200 m³/s, а један за водопривредни минимум од 50 m³/s.
Акумулација
- укупна запремина базена износи 5 x 10 m6, док је корисна   2,55 x 106 m³.[1]
- радни ниво акумулације је од коте 386 –  381,50 m н.м.

| Снага                | N  | 43,21 МW  |
| Производња           | E  | 166,9 GWh |
| Инсталисани протицај | Qi | 450 m³/s  |

## Супротстављени ставови
Пројекат који предвиђа градњу ХЕ Фоча, ХЕ Паунци и ХЕ Бук Бијела је био под лупом локалних и националних заједница и разних невладиних организација из Босне и Херцеговине, Црне Горе и иностранства, како би утицали на одустајање од овог пројекта.
Овај пројекат стар 50 година, који је својевремено био ствар међудржавног споразума између Босне и Херцеговине и Црне Горе, неки сматрају да може уништити станишта последњих и најважнија станишта лосос на Дунаву на глобалном нивоу, као и прелепи кањон реке Таре, због чега је овај пројекат наишао на велики отпор у Федерацији Босне и Херцегаовине и и Црној Гори.
Министарка Турковић из владе Босне и Херцеговине супротставио се изградњи ових хидроелектрана наводећи да ће:
- министарство којим она руководи „предузети мере из своје надлежности” и обавестити друге релевантне институције о захтевима Унеска,у коме Центра за културну баштину, тражи додатне информације о пројекту Србије и Српске
- БиХ морати да поштује међународне обавезе” и да је писмо Унеска „још један показатељ да се овакви пројекти (хидроелектране) не могу реализовати без сагласности централних државних институција”.

Турковићева је и раније више пута јавно исказивала негативно мишљење о заједничким пројектима Србије и Српске и тражила је, заједно с остатком сарајевске политичке елите, да се заустави њихова реализација. Она је пре полагања камена темељца за ХЕ „Бук Бијела” упутила и ноту Србији.
Председавајући Председништва Босне и Херцеговине (БиХ) Милорад Додик поводом напред изречених коментара је изјавио да за изградњу ХЕ Фоча и Паунци неће бити потребна сагласност на нивоу Босне и Херцеговине, јер Дрина на тим местима није граница између Босне и Херцеговинеи Србије, већ протиче кроз Републику Српску.